# Verlengde driehoekige piramide
Een verlengde driehoekige piramide is in de meetkunde het johnsonlichaam J7. Het wordt verkregen door een viervlak te verlengen en een driehoekig prisma als basis te nemen. Deze figuren op elkaar geplaatst vormen een verlengde driehoekige piramide.
Er is met verlengde driehoekige piramides een ruimtevulling mogelijk met daarbij regelmatige achtvlakken en  driehoekige prisma's.
De 92 johnsonlichamen werden in 1966 door Norman Johnson benoemd en beschreven.
- (en)  MathWorld. Elongated Triangular Pyramid